# Carlo Delle Piane
Pour les articles homonymes, voir Delle Piane.
Carlo Delle Piane, né le 2 février 1936 à Rome et mort dans la même ville le 23 août 2019, est un acteur italien. 
En 70 ans de carrière, il a tourné dans au moins 110 films.

## Biographie
Né à Rome en 1936, Carlo Delle Piane fait ses débuts sur scène à l'âge de douze ans dans  Cuore de Duilio Coletti et Vittorio De Sica. Il joue le rôle stéréotypé d'un garçon arrogant mais fondamentalement bon pour un grand nombre de films jusqu'au milieu des années 1950. Le tournant de sa carrière est la rencontre avec Pupi Avati, avec lequel il interprète des rôles plus aboutis et variés, allant du comique, mélancoliques voire dramatiques.
Marié à la chanteuse Anna Crispino, Carlo Delle Piane est mort à Rome le 23 août 2019 à l'âge de 83 ans.

## Filmographie partielle
- 1950 : Demain il sera trop tard (Domani è troppo tardi) de Léonide Moguy
- 1951 : Le Retour de Pancho Villa (Io sono il capataz) de Giorgio Simonelli
- 1951 : Il caimano del Piave de Giorgio Bianchi
- 1952 : L'accordeur est arrivé (È arrivato l'accordatore) de Duilio Coletti
- 1953 : Fermi tutti... arrivo io! de Sergio Grieco
- 1955 : Les Anges aux mains noires (La ladra) de Mario Bonnard
- 1957 : Belles de l'air (Le belle dell'aria) de Mario Costa et Eduardo Manzanos Brochero
- 1957 : Sait-on jamais... de Roger Vadim
- 1958 : Fortunella d'Eduardo De Filippo
- 1958 : Je ne suis plus une enfant (Non sono più guaglione) de Domenico Paolella
- 1960 : Un mandarino per Teo de Mario Mattoli
- 1962 : Le Religieux de Monza (Il monaco di Monza) de Sergio Corbucci
- 1968 : Oui à l'amour, non à la guerre de Franz Antel
- 1969 : Pleins Feux sur l'archange (L'arcangelo) de Giorgio Capitani
- 1972 : Sans famille, sans le sou, en quête d'affection de Vittorio Gassman
- 1973 : Teresa la voleuse (Teresa la ladra) de Carlo Di Palma
- 1975 : La prof donne des leçons particulières (L'insegnante) de Nando Cicero
- 1977 : Tutti defunti... tranne i morti de Pupi Avati
- 1979 : L'Étrange Visite (Le strelle nel fosso) de Pupi Avati
- 1983 : La Balade inoubliable (Una gita scolastica) de Pupi Avati
- 1984 : Une saison italienne (Noi tre) de Pupi Avati
- 1985 : Festa di laurea de Pupi Avati
- 1986 : Regalo di Natale de Pupi Avati
- 1988 : Sposi de Pupi Avati, Antonio Avati, Cesare Bastelli, Felice Farina et Luciano Manuzzi
- 1988 : I giorni del commissario Ambrosio de Sergio Corbucci
- 1990 : Un enfant dans la tourmente (Il prato delle volpi) de Piero Schivazappa
- 1991 : Condominio de Felice Farina
- 1994 : Un amour fou (Un amore americano) de Piero Schivazappa
- 1994 : Dichiarazioni d'amore de Pupi Avati
- 1995 : Io e il re de Lucio Gaudino
- 1999 : La via degli angeli de Pupi Avati
- 2001 : I cavalieri che fecero l'impresa de Pupi Avati
- 2004 : La rivincita di Natale de Pupi Avati
- 2005 : Tickets d'Ermanno Olmi, Ken Loach et Abbas Kiarostami

## Récompenses et distinctions
- Ruban d'argent du meilleur acteur en 1984 pour Una gita scolastica.
- Nomination au Ruban d'argent du meilleur acteur en 1986 pour Festa di laurea.
- Coupe Volpi pour la meilleure interprétation masculine à la Mostra de Venise 1986 pour Regalo di Natale.